# Banco Nacional de Ucrania
El Banco Nacional de Ucrania (en ucraniano: Національний банк України) es el banco central de Ucrania. Su edificio, construido entre 1902 y 1934, se encuentra en Kiev.
Antes de la caída de la Unión Soviética, era parte del Gosbank, el banco central de la Unión Soviética.  El 20 de marzo de 1991, la Rada Suprema (parlamento ucraniano) declaró de su propiedad la rama del Gosbank en su territorio, y hacia finales de año, el Banco Nacional de Ucrania comenzó a operar oficialmente.

## Historia
Tras la introducción de la ley marcial el 24 de febrero de 2022, el Banco Nacional de Ucrania tomó la medida extraordinaria de crear y promover dos cuentas separadas para recibir donaciones (nacionales e internacionales) como respuesta a la Invasión rusa de Ucrania: una cuenta para apoyar al ejército ucraniano, y la otra cuenta para apoyar a la población en general con asistencia humanitaria. El 5 de marzo de 2022, el BNU informó haber recaudado "más de 10 mil millones de Grivnas" (aproximadamente USD $350 millones) para ayuda militar y humanitaria.

## Gobernadores
| N.º | Imagen | Nombre              | Inicio | Fin  |
| --- | ------ | ------------------- | ------ | ---- |
| 1   |        | Volodímir Matvienko | 1991   | 1992 |
| 2   |        | Vadym Hetman        | 1992   | 1992 |
| 3   |        | Víktor Yúshchenko   | 1993   | 2000 |
| 4   |        | Volodímir Stelmaj   | 2000   | 2004 |
| 5   |        | Sergiy Tigipko      | 2002   | 2004 |
| 6   |        | Volodímir Stelmaj   | 2004   | 2010 |
| 7   |        | Serhiy Arbuzov      | 2010   | 2012 |
| 8   |        | Ihor Sorkin         | 2013   | 2014 |
| 9   |        | Stepan Kubiv        | 2014   | 2014 |
| 10  |        | Valeria Gontareva   | 2014   | 2017 |
| 11  |        | Yakiv Smoliy        | 2017   | 2020 |
| 12  |        | Cirilo Shevchenko   | 2020   | 2022 |
| 13  |        | Andriy Pyshnyi      | 2022   |      |